# Clout
Clout – południowoafrykańska grupa muzyczna, działająca w latach 1977–1981. Początkowo występowała w pięcioosobowym składzie. Ich przebój „Substitute” (cover piosenki skomponowanej przez Willie Willsona w oryginalnym wykonaniu zespołu Righteous Brothers z 1975 roku) zawędował na drugie miejsce brytyjskiej listy przebojów, natomiast w Niemczech, Francji, Holandii, Belgii, Szwecji, Danii, Austrii, Australii, Nowej Zelandii i rodzinnej Południowej Afryki dotarł na sam szczyt.
Największe przeboje to: Substitute (1978), Save Me (1979), Under Fire (1979).

## Skład zespołu
- Glenda Hyam: śpiew, instrumenty klawiszowe (1977)
- Lee Tomlinson: gitara basowa, śpiew (1977–1978)
- Ingrid „Ingi” Herbst: perkusja, śpiew (1977–1981)
- Cindy Alter: główna wokalistka, gitara (1977–1981)
- Jenni Garson: gitara, śpiew (1977–1981)
- Ron „Bones” Brettell: instrumenty klawiszowe (1978–1981)
- Sandy Robbie: gitara (1978–1981)
- Gary van Zyl: gitara basowa (1980–1981)

## Dyskografia

### Albumy
- 1978 Substitute
- 1979 Six of the Best
- 1980 A Threat and a Promise
- 1981 1977 to 1981
- 1992 Substitute (składanka holenderska)
- 1992 20 Greatest Hits
- 2007 Since We've Been Gone (składanka południowoafrykańska)
- 2010 The Best Of Clout (składanka)

### Single
- 1977 „Since You Been Gone”
- 1978 „Substitute”
- 1978 „You've Got All of Me”
- 1978 „Let it Grow”
- 1979 „Save Me”
- 1979 „Ms America”
- 1979 „Under Fire”
- 1980 „Oowatanite”
- 1980 „Portable Radio”
- 1981 „Wish I Were Loving You”